# Widełki replikacyjne

Schemat struktury widełek w replikacji DNA
a: matryca, b: nić wiodąca, c: nić opóźniona, d: widełki replikacyjne, e: starter, f: fragmenty Okazaki

Widełki replikacyjne − miejsce jednoczesnego rozwijania cząsteczki DNA i syntetyzowania nowych nici podczas replikacji. Kompleks enzymów rozwijających widełki replikacyjne to replisom.
Widełki tworzą boki „oczka” replikacyjnego i mają kształt litery Y. Powstają w wyniku rozplecenia podwójnej helisy DNA. Są one asymetryczne, a ich asymetria wynika z działania polimerazy DNA, która prowadzi replikacje w kierunku 5' → 3'.